# Geasteroides texensis
Genre
Espèce
Geasteroides texensis est une espèce de champignons basidiomycètes gastéromycètes. Il est monotypique dans son genre.
Cette espèce connaît plusieurs synonymes : Geasteropsis texensis (Long) E. Fisch. 1933 et Terrostella texensis (Long) Long 1945 qui, selon certains auteurs, serait l'appellation légitime.